# Dinant
Dinant és un municipi belga de la província de Namur, que forma part de la regió valona. És una antiga ciutat forticada. Avui té 13.316 habitants segons el cens de 2024.

## Història

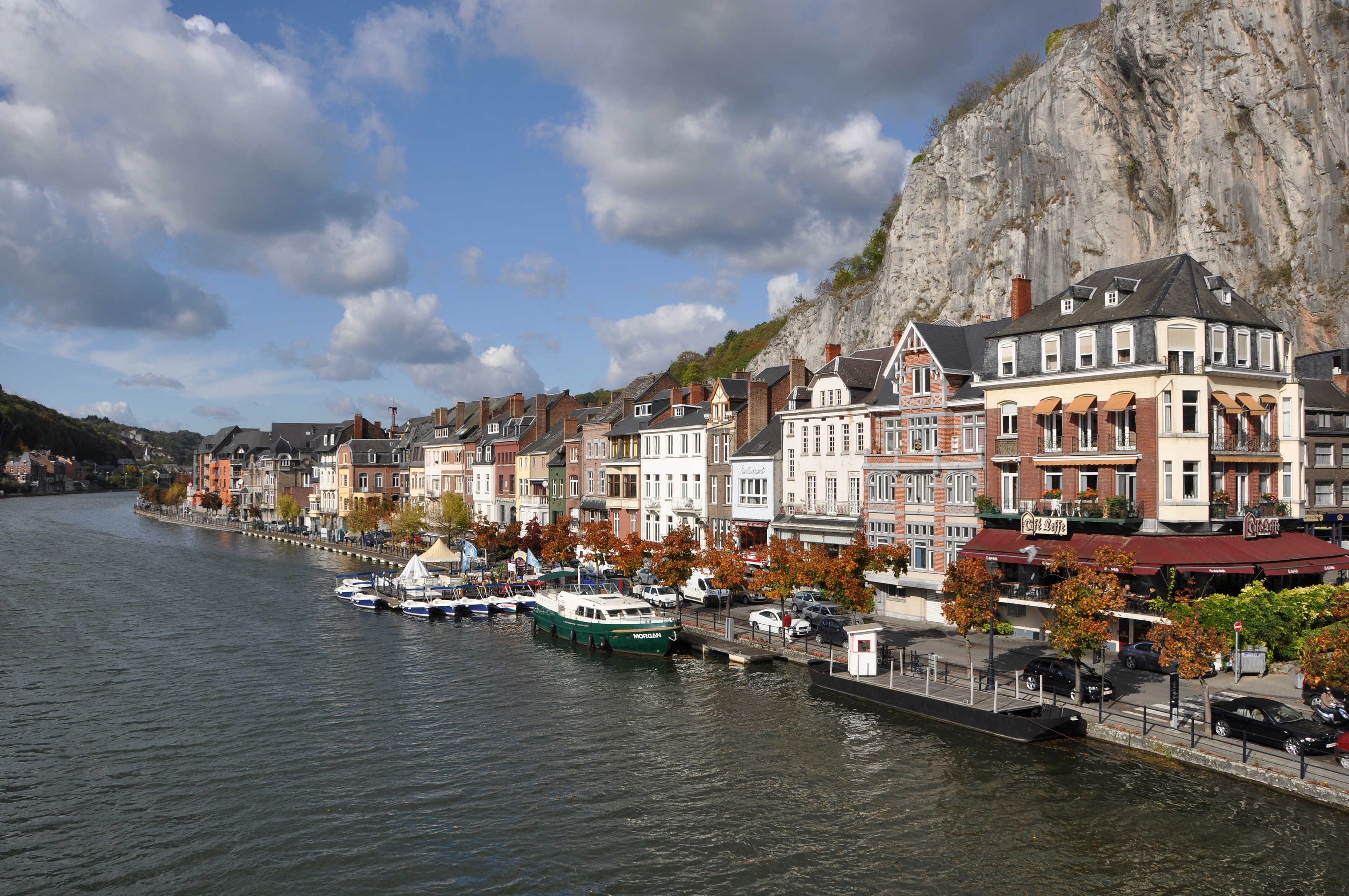
La riba del Mosa a Dinant

Ja des dels temps neolítics, cèltics i romans, hi ha traces d'habitació al territori de Dinant. La primera menció escrita data de l'època de Perpeti, bisbe de Tongeren-Maastricht elegeix una residència a Dinant i fona l'església de Sant Vicenç. El 870, Carles II el Calb donà una part de l'administració al comtat de Namur, l'altra part al bisbe de Tongeren i després al bisbe de Lieja. En el segle xi, l'emperador Enric IV del Sacre Imperi Romanogermànic concedeix diversos privilegis a la ciutat, el d'organitzar un mercat i la justícia. Des d'ara, la ciutat va esdevenir una bona vila del principat de Lieja. A la mateixa època es va construir el primer pont de pedra al Mosa.
La seva posició estratègica al marge del Mosa va causar-li diversos saqueigs. El 1466, Felip III de Borgonya, dit el bo, gairebé va destruir la ciutat. El 1675, l'exèrcit francès va ocupar la ciutat. A la fi del segle xviii, els austríacs van ocupar-la fins a l'annexió per les tropes revolucionàries francesos el 1795. La ciutat fou annexada per França l'any 1795 i integrada al Regne Unit dels Països Baixos el 1815. La ciutat fou annexada per França l'any 1795 i integrada al Regne Unit dels Països Baixos el 1815. El 1830 la ciutat esdevé belga. El darrere saqueig va ser el 1914 quan les tropes imperials alemanyes van executar 674 ciutadans dinantesos.

## Gastronomia i cultura
- El Flamiche a la versió dinantes del quiche
- El couque de Dinant, el bescuit més dur del món
- La cervesa Leffe antigament feta a l'Abadia de la Mare de Déu al barri de Leffe.

## Fills predilectes de Dinant
- André Buzin, artista, famós per als seus dibuixos de segells
- David de Dinant, filòsof
- Albert Huybrechts, compositor especialitzat en lieder's
- Angèle Manteau (1911-2008), editriu i fundadora de l'editorial epònim
- Joachim Patenier, (1485-1524), pintor de paisatges
- Dominique Pire, frare dominicà i Premi Nobel de la Pau
- Adolphe Sax, inventor del Saxòfon (1814)
- Antoine Joseph Wiertz, pintor

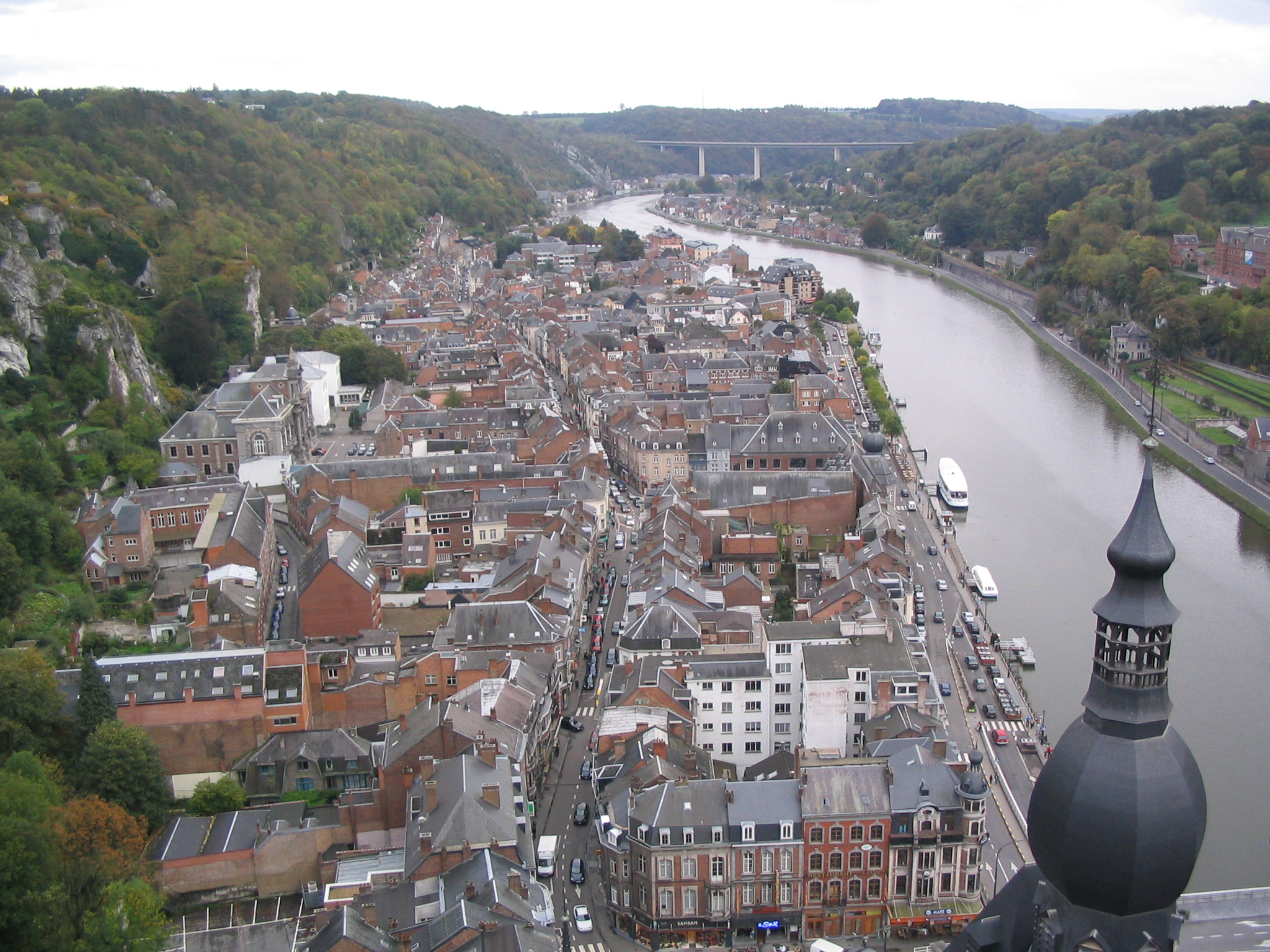
La ciutat vista des de la ciutadella
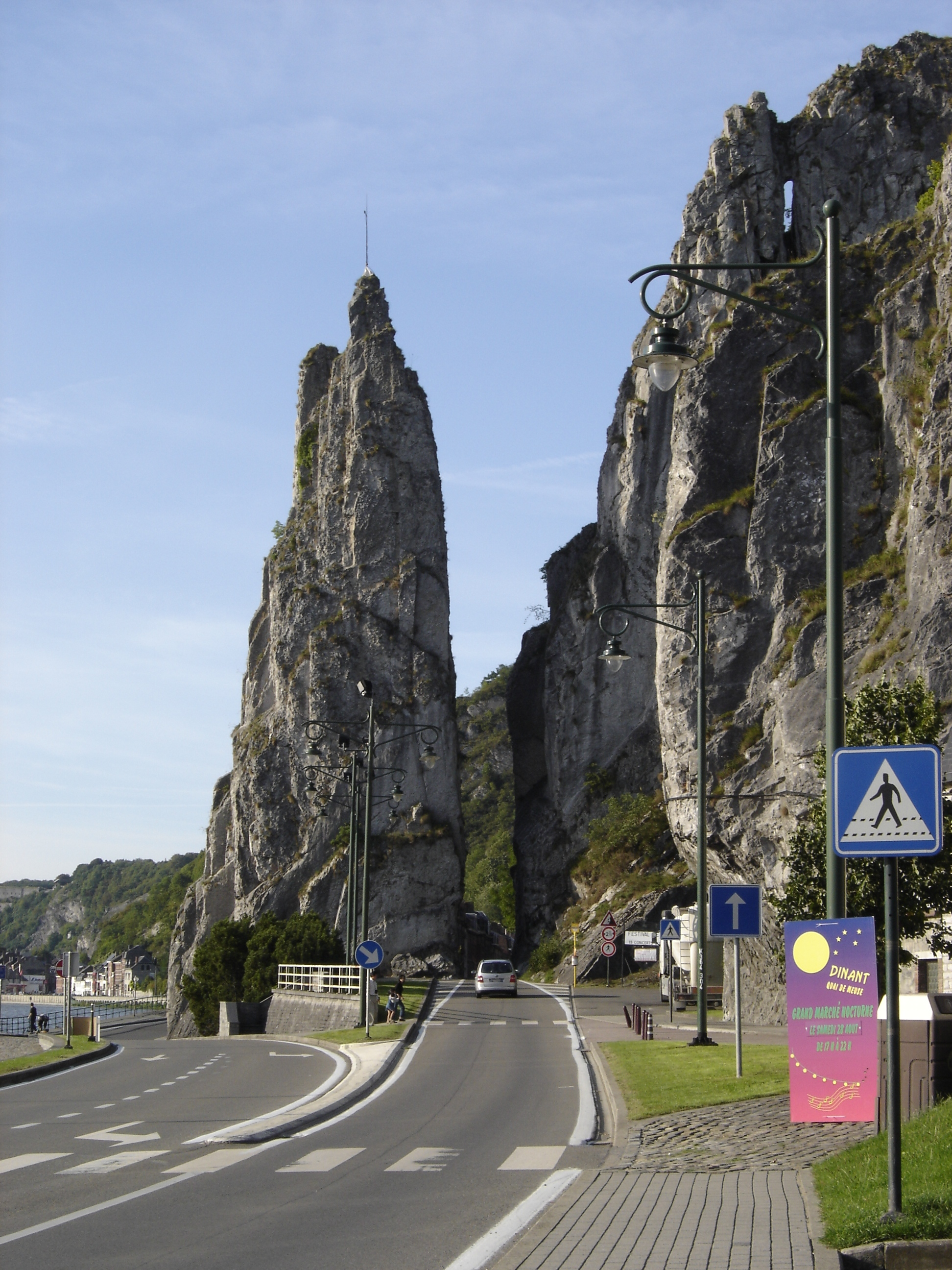
El roc Bayard vist des d'Anseremme
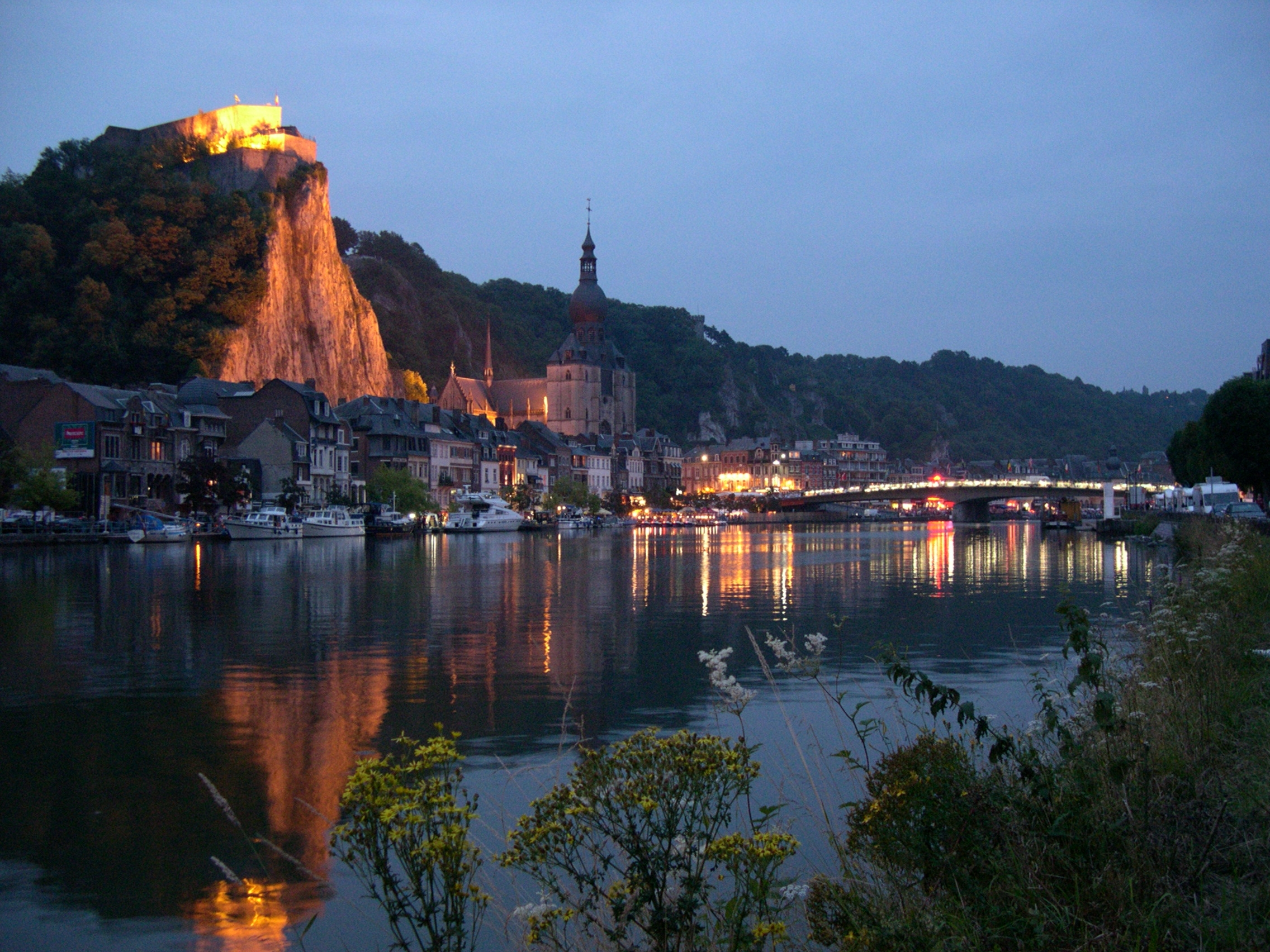
La ciutadella, el campanar i el riu Mosa
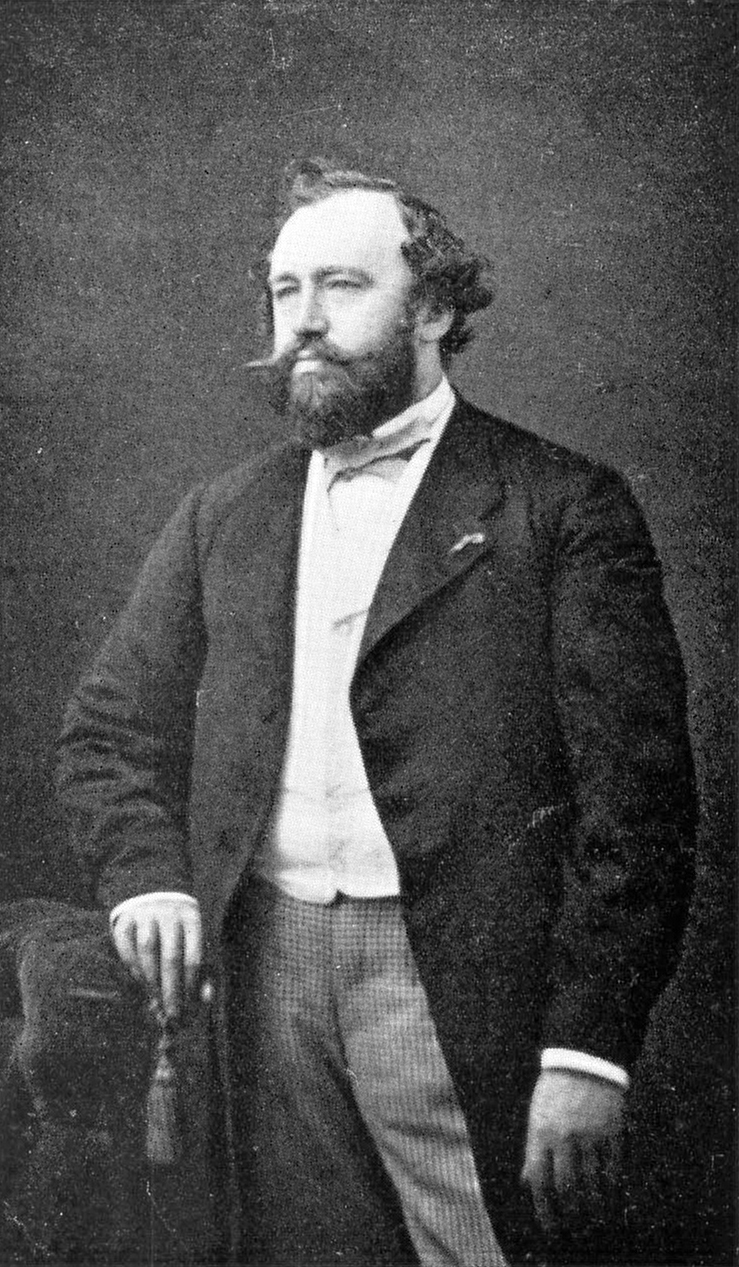
Adolphe Sax